# Мала Суботица
Мала Суботица је градић и средиште општине у Међимурју, Република Хрватска.

## Историја
До нове територијалне организације у Хрватској, подручје Мале Суботице припадало је великој предратној општини Чаковец. Данас је Мала Суботица општина у саставу Међимурске жупаније.

## Становништво
На попису становништва 2011. године, општина Мала Суботица је имала 5.452 становника, од чега у самој Малој Суботици 1.986.

## Попис1991.
На попису становништва 1991. године, насељено место Мала Суботица је имало 2.269 становника, следећег националног састава:
| Попис 1991.‍   | Попис 1991.‍  | Попис 1991.‍ | Попис 1991.‍ | Попис 1991.‍ |
| ------------- | ------------ | ----------- | ----------- | ----------- |
|               |              |             |             |             |
| Хрвати        | Хрвати       |             | 2.246       | 98,98%      |
| Југословени   | Југословени  |             | 7           | 0,30%       |
| Словенци      | Словенци     |             | 4           | 0,17%       |
| Срби          | Срби         |             | 2           | 0,08%       |
| Мађари        | Мађари       |             | 1           | 0,04%       |
| Македонци     | Македонци    |             | 1           | 0,04%       |
| Руси          | Руси         |             | 1           | 0,04%       |
| Словаци       | Словаци      |             | 1           | 0,04%       |
| неопредељени  | неопредељени |             | 1           | 0,04%       |
| непознато     | непознато    |             | 5           | 0,22%       |
| укупно: 2.269 |              |             |             |             |